# Cyrtodactylus phongnhakebangensis
Espèce
Cyrtodactylus phongnhakebangensis ou Gecko karstique est une espèce de geckos de la famille des Gekkonidae.

## Répartition
Cette espèce est endémique de la province de Quảng Bình en Viêt Nam, dans les environnements karstiques de la région des Annamites.

## Description
C'est un gecko insectivore, nocturne et terrestre.

## Étymologie
Son nom d'espèce, composé de phongnhakebang et du suffixe latin -ensis, « qui vit dans, qui habite », lui a été donné en référence au lieu de sa découverte : le parc national de Phong Nha-Kẻ Bàng.

## Publication originale
- Ziegler, Rösler, Herrmann & Thanh, 2003 "2002" : Cyrtodactylus phongnhakebangensis sp. n., ein neuer Bogenfingergecko aus dem annamitischen Karstwaldmassiv, Vietnam. Herpetofauna, vol. 24, n. 141, p. 11-25.